# Rooftop Concert

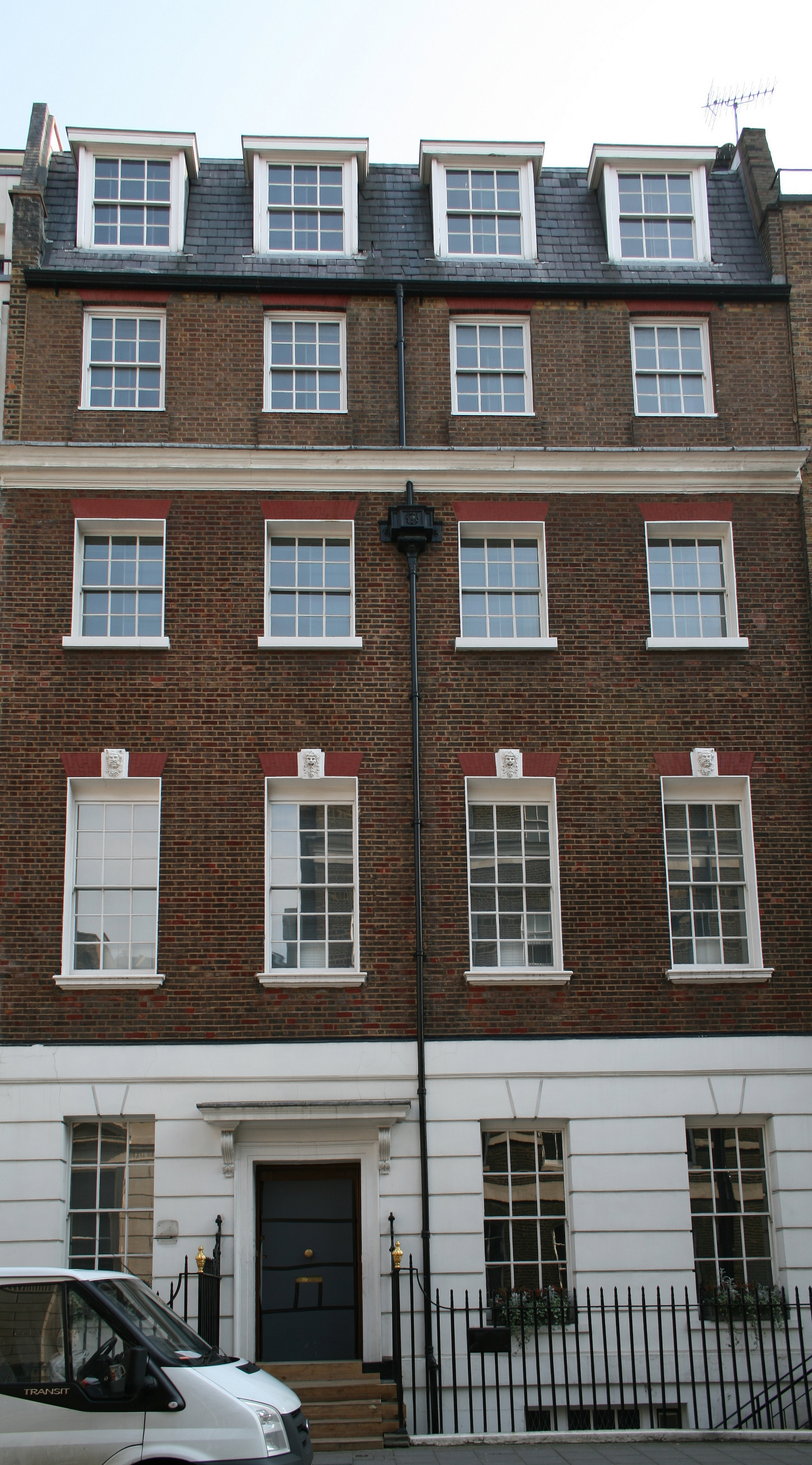
Vorderansicht des Gebäudes 3 Savile Row im Londoner Stadtbezirk City of Westminster, auf dessen Dach das Konzert stattfand

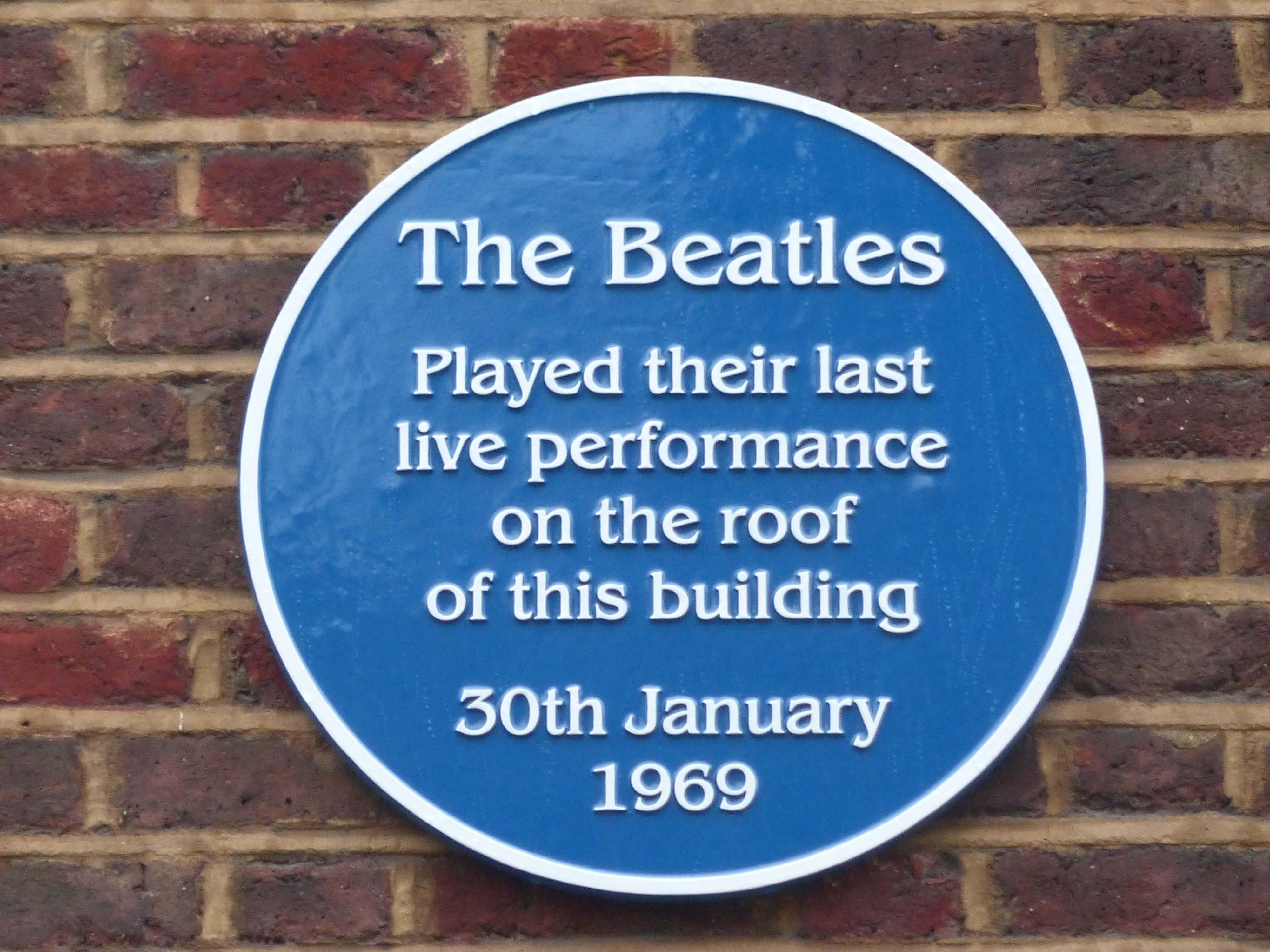
Plakette am Haus 3 Savile Row

Das Rooftop Concert (englisch für „Dach-Konzert“) war der letzte Liveauftritt der Beatles. Es fand am 30. Januar 1969 in London statt. Da es weder beworben noch Eintrittskarten dafür verkauft wurden, erlebten das Konzert im Wesentlichen Personen, die sich zufällig in der Nähe aufhielten. Im Januar 2022 wurde eine Aufnahme des Konzerts als Get Back:The Rooftop Performance veröffentlicht.

## Vorgeschichte
Ihr letztes Konzert vor zahlendem Publikum gaben die Beatles am 29. August 1966 im Candlestick Park in San Francisco. Danach entschieden sie, dass die Beatlemania ihre Auftritte zu sehr beeinträchtige und die Tourneen für sie zu stressig seien. Außerdem waren ihre Aufnahmen mittlerweile produktionstechnisch so ausgefeilt, dass sie sich live nicht mehr wiedergeben ließen. Die Alben dieser Zeit – allen voran Sgt. Pepper’s Lonely Hearts Club Band – setzten technisch wie musikalisch Maßstäbe.
Paul McCartney wollte dem entgegenwirken, indem er ein Album anregte, das sich auf die Qualitäten der Beatles als Liveband besann: Get Back – das spätere Let It Be. Dokumentiert wurden die Proben und Aufnahmen für dieses Album durch den gleichnamigen Film und Fotoaufnahmen von Ethan Russell, der vom Beatles-Assistenten Neil Aspinall engagiert worden war. Als Höhepunkt für diesen Film war ein einzelnes Konzert vorgesehen, möglichst an einem spektakulären Ort, wie dem Roundhouse oder der Sahara. Aus Bequemlichkeit entschieden sich die Beatles aber dafür, einfach auf ihrem damaligen Hauptquartier in der Savile Row zu spielen.
Ursprünglich hätte das Dachkonzert bereits am 29. Januar 1969 stattfinden sollen. Wegen schlechter Wettervorhersagen wurde der Freiluftauftritt jedoch um einen Tag verschoben.

## Auftritt
Das Rooftop Concert fand am 30. Januar 1969 zur Mittagszeit auf dem Dach (englisch rooftop) von Apple Corps in der Savile Row 3 in London statt. An den beiden 8-Spur-Rekordern im Keller saßen George Martin, Glyn Johns und Alan Parsons, das Equipment auf dem Dach hatten Mal Evans und Neil Aspinall aufgebaut.
Die Beatles traten in folgender Besetzung auf:
- John Lennon (Gesang, Gitarre)
- Paul McCartney (Gesang, Bass)
- George Harrison (Gesang, Gitarre)
- Ringo Starr (Schlagzeug)

Als Sideman war Billy Preston (E-Piano) dabei.
Gefilmt wurde das Rooftop Concert von mehreren Kameramännern, die sich auf dem Dach, in gegenüberliegenden Häusern und auf der Straße befanden. Die Fotoaufnahmen stammen alle von Ethan Russell. Der ursprüngliche Plan, für die Dreharbeiten auch einen Hubschrauber einzusetzen, wurde nicht verwirklicht.
Der vollständige Auftritt wurde im letzten Teil der dreiteiligen Dokumentationsserie von Peter Jackson The Beatles: Get Back aus dem Jahr 2021 gezeigt.

## Titel
Die Beatles und Billy Preston spielten beim Rooftop Concert folgende Lieder:
1. Get Back (Lennon/McCartney) – 3:05
2. I Want You (She’s So Heavy) (Lennon/McCartney) – 0:18 *
3. Get Back – 3:04
4. Don’t Let Me Down (Lennon/McCartney) – 3:12
5. I’ve Got a Feeling (Lennon/McCartney) – 3:30
6. One After 909 (Lennon/McCartney) – 2:46
7. Danny Boy (Weatherly) – 0:06 *
8. Dig a Pony (Lennon/McCartney) – 3:44
9. God Save the Queen (Traditional) – 0:32
10. I’ve Got a Feeling – 3:33
11. A Pretty Girl Is like a Melody (Berlin) – 0:05 *
12. Don’t Let Me Down – 3:19
13. Get Back – 3:01

* Gekennzeichnete Titel befinden sich nicht auf der Playliste des Albums und wurden anderen Liedern zugeordnet.
Insgesamt dauerte das Rooftop Concert eine knappe Dreiviertelstunde.

## Reaktionen
Von der Savile Row aus war das Rooftop Concert nur zu hören, nicht aber zu sehen. Deshalb erklommen einige Personen die umliegenden Dächer, um den Beatles zuzuschauen. Auf der Straße bildeten sich Menschentrauben; die versammelten Anwohner und Passanten reagierten teils erfreut und teils verärgert auf die Musik. So sagte eine ältere Dame empört: „Ich kann darin einfach keinen Sinn erkennen.“ Eine junge Frau hingegen sagte lachend: „Yeah – das ist großartig!“
Wegen der zahlreichen Zuhörer drohte auf der Savile Row ein Verkehrschaos, das die mittlerweile eingetroffene Polizei zu verhindern versuchte. Die Polizisten verschafften sich schließlich auch Zugang zum Dach des Apple-Hauptquartiers. Dort ermahnten sie die Beatles, leiser zu spielen, lösten den Auftritt jedoch nicht auf. Genau das hatten die Beatles sich aber erhofft. Daher schnitt der Regisseur Michael Lindsay-Hogg den Film Let It Be später so, dass der Eindruck entsteht, der letzte Liveauftritt der Beatles sei von der Polizei abgebrochen worden.

## Veröffentlichungen
Die Lieder, die die Beatles beim Rooftop Concert spielten, wurden verschiedentlich veröffentlicht:
- Let It Be (Album): I’ve Got a Feeling (Take 1), One After 909, Dig a Pony.
- Let It Be (Film): Get Back (Take 2 & 3), Don’t Let Me Down (Take 1), I’ve Got a Feeling (Take 1), One After 909, Dig a Pony.
- Let It Be… Naked: I’ve Got a Feeling (Take 1), Don’t Let Me Down (Zusammenschnitt aus Take 1 & 2).
- Anthology 3: Get Back (Take 3).
- Let It Be-Super Deluxe Box: Don’t Let Me Down (Take 1)

- Zudem sind mehrere Bootlegs im Umlauf, auf denen der komplette Auftritt zu hören ist.[7]
- Am 28. Januar 2022 wurde das Livealbum Get Back:The Rooftop Performance als Streaming veröffentlicht; es enthält das komplette Konzert, das von Giles Martin und Sam Okell neu abgemischt wurde.[8] Die Titelliste ist wie folgt:

| Nr. | Lied                        | Autor            | Leadgesang           | Länge |
| --- | --------------------------- | ---------------- | -------------------- | ----- |
| 01  | Get Back (Take 1)           | Lennon/McCartney | McCartney            | 4:43  |
| 02  | Get Back (Take 2)           | Lennon/McCartney | McCartney            | 3:24  |
| 03  | Don’t Let Me Down (Take 1)  | Lennon/McCartney | Lennon               | 3:22  |
| 04  | I’ve Got a Feeling (Take 1) | Lennon/McCartney | Lennon und McCartney | 4:44  |
| 05  | One After 909               | Lennon/McCartney | Lennon und McCartney | 3:09  |
| 06  | Dig a Pony                  | Lennon/McCartney | Lennon               | 5:52  |
| 07  | God Save the Queen          | Traditional      | Lennon               | 0:26  |
| 08  | I’ve Got a Feeling (Take 2) | Lennon/McCartney | Lennon und McCartney | 5:35  |
| 09  | Don’t Let Me Down (Take 2)  | Lennon/McCartney | Lennon               | 3:30  |
| 10  | Get Back (Take 3)           | Lennon/McCartney | McCartney            | 3:47  |

Die Längen der Lieder basieren auf den Angaben der Streaming-Dienste.

## Sonstiges
Da das Konzert an einem Wintertag stattfand, trug Ringo Starr einen glänzenden roten Mantel, den er sich von seiner damaligen Frau Maureen geliehen hatte.
John Lennon beendete das Rooftop Concert mit den Worten: “I’d like to say thank you on behalf of the group and ourselves and I hope we passed the audition.” („Ich möchte mich im Namen der Gruppe und unserer selbst bedanken und ich hoffe, wir haben das Vorspielen bestanden.“) Damit bezog er sich vermutlich auf ein Vorspielen, das die Beatles nicht bestanden hatten: die Decca Audition.